# Janet Karim
Janet Zeenat Karim, née en 1954, est une journaliste et diplomate malawite. Fondatrice des publications Woman Now et The Independent, elle est l'une des rares femmes écrivaines connues du pays. Elle est membre de la Mission permanente du Malawi auprès des Nations unies de 2007 à 2015.

## Biographie

### Jeunesse et éducation
Janet Karim naît en 1954. Son père, Wales Nyemba Mbekeani, est un diplomate qui a servi comme envoyé du Malawi auprès des Nations unies'. En raison de la carrière de son père, elle passe une grande partie de son enfance à New York, où elle obtient son diplôme du lycée de Scarsdale (en) en 1972.
Elle retourne au Malawi, où elle obtient sa licence à l'Université du Malawi en 1979'.
Elle obtient ensuite une maîtrise en développement mondial et justice sociale à l'Université St. John's en 2014.

### Carrière
Janet Karim commence sa carrière comme enseignante dans des écoles publiques au Malawi, mais après avoir échoué à son master à la London School of Economics, elle se lance dans le journalisme. Elle commencé à écrire pour le Malawi Daily Times, alors le seul journal du pays. Elle devient ensuite rédactrice au Malawi News, publication sœur du Times.
Après avoir quitté Malawi News, Janet Karim fonde et devient rédactrice en chef du magazine Woman Now, le premier magazine féminin du pays'. En 1993, elle fonde également le journal The Independent. Elle et ses pairs ont développé une compréhension complexe de la manière de s'y retrouver dans les règles de censure du pays à l'époque du parti unique, ce qui lui permet de lancer ses propres publications. Par la suite, The Independent exprime souvent son opposition aux politiques du nouveau gouvernement'.
Janet Karim fonde également l'Association des femmes des médias du Malawi, une organisation professionnelle des médias. Par l'intermédiaire de cette organisation, elle contribue à la création de la radio communautaire Dzimwe, avec l'aide de l'UNESCO, puis de l'USAID''.
Parallèlement à son travail de journaliste, Janet Karim s'engage dans une démarche militante pour les droits et la sécurité des femmes. Elle est également active au sein de la Société des femmes vivant avec le sida'. Elle se prononce en faveur de l'inclusion des femmes dans les médias, déclarant en 1998: "Les médias africains ne peuvent pas entrer dans le XXIe siècle en sautillant sur une seule jambe. Les femmes doivent être des partenaires pour l'avenir de l'Afrique".
En déplorant le manque de femmes dans la sphère littéraire du Malawi en 2013, le président de l'Union des écrivains du Malawi identifie Janet Karim comme l'une des rares femmes écrivaines connues du pays, aux côtés d'Emily Mkamanga (en) et de Walije Gondwe.
De 2007 à 2015, elle est nommée à la Mission permanente du Malawi auprès des Nations unies, où son père a été autrefois ambassadeur'. À l’ONU, elle travaille sur des questions sociales, culturelles et de droits de l’homme, représentant le pays auprès de l’UNICEF et d’autres organismes.